# 네 명의 황제의 해
네 명의 황제의 해는 네로 황제의 죽음 이후의 혼란기이다. 네로 사후에 율리우스-클라우디우스 왕조가 붕괴되며, 68~69년에 4명의 황제(갈바,오토,비텔리우스,베스파시아누스)가 서로 황제를 자칭했고 이후 베스파시아누스가 최후 승자로 플라비우스 황조를 창시한다.

기원후 69년 유럽 지도.

## 배경
54년에 클라우디우스가 죽자 네로가 황제로 취임하여 세네카와 근위군단 장교 부루스의 보좌를 받아 치세 초기에는 선정을 베풀었다. 그러나 55년 양아버지인 전임 황제 클라우디우스 황제의 친아들인 브리타니쿠스를 독살하더니, 59년에는 정치적으로 간섭해온 친어머니 소 아그리피나를, 62년에는 아내 옥타비아를, 65년에는 세네카를 자살 명령으로 살해하였다. 더불어 64년에 기름 창고 사고가 원인인 로마 대화재가 발생하여 민심이 혼란스러워지자, 소수 종교인 기독교에 책임을 뒤집어 씌워 박해하였다. 네로의 기독교 박해로 사도 성 바오로 등의 성직자들이 순교하는 등 교회는 타격을 입었고, 네로는 기독교인들에 의해서 폭군으로 불리게 되었다.
68년 타라콘네시스 속주 총독 갈바가 주도한 반란이 일어났으며, 이에 각지의 총독들이 동조하여, 마침내 원로원으로부터 “국가의 적”으로 선고받았고, 네로는 68년 6월 8일 자살하였다.

## 네 황제가 옹립되다

### 갈바
히스파니아 타라고넨시스 총독이던 갈바는 68년 네로에 대항하여 반란을 일으킨 갈리아 총독 빈덱스에 의해 반란의 주모자로 추대되었다. 빈덱스는 군대에 의해 진압당했지만 68년 6월 8일 네로가 자살한 직후 원로원에 의해 황제로 선포된다. 10월에 로마로 돌아왔는데 로마에 돌아와 그가 국정에 관하여 내린 조치실로 어처구니가 없었다. 그 중 하나가 네로의 선물을 몰수한 것으로 이 조치는 재정을 다시 건전하게 만들기 위한 것이었으나 많은 사람들에게 수많은 비판을 받았다. 거기다 수하들까지 탐욕적으로 재물을 긁어모아 갈바에 대한 사람들의 신임을 더욱 실추되기 시작한다. 69년 1월 2일에는 라인 강 방위군이 갈바가 황제가 된데에 불만을 품고 비텔리우스를 황제로 추대하였다. 1월 10일에는 루키우스 칼푸르니우스 피소 프루기 리키니아누스를 입양하여 자신의 후계자임을 세상에 알렸는데 이는 자신이 갈바의 후계자라고 생각하고 있던 오토를 분노케하여 오토의 쿠데타를 초래하는 결과를 낳았다. 오토는 1월 15일에 황제를 수행하던 중 일행에서 빠져나와 근위대에 접근하여 황제로 추대되었다. 갈바는 이에 당황하여 반란군과 대항하려 했으나 오토 측의 기병에 공격을 받고 죽음을 당하였다. 그의 나이 72세였다.

### 오토
당시 루시타니아 총독이던 오토는 갈바가 네로 정권을 뒤집고자 세력을 구축하자 그를 지지하여 네로의 종말에 한 몫을 했다. 예전부터 권력을 원했던 그는 자신이 군인들에게 인기가 있음을 이용하여 갈바와 그의 후계자 피소를 죽이고 권력을 손에 쥐게 되었다. 그는 곧 원로원의 투표에 의해 네로를 이어 황제가 되었다. 황제가 된 지 3개월 후 비텔리우스가 다시 내란을 일으키고 초기 진압에 실패한 오토는 자신의 침대에서 자살을 함으로 내란으로 나라가 혼란에 빠지는 것을 막았다. 그는 황제 시절엔 원로원으로부터 의심의 눈초리를 받았지만 그의 뜻 깊은 죽음으로 그의 위상이 회복되었다.

### 비텔리우스
하게르마니아 사령관이던 비텔리우스는 69년 1월 2일에 하게르마니아군에 의해 반란의 주모자로 추대되었다. 주모자로 추대되었으나 막상 군을 끌고 오토를 공격하여 로마를 점령한 사람은 부하인 카이키나와 발렌스였다. 덕분에 별다른 행동도 하지 않은 채 쉽게 4월 16일에 원로원에 의해 황제로 승인되었다.
로마로 가는 길에 그가 보여준 것은 환락, 축제, 그리고 무분별한 언동이었다. 특히 그 중에서도 가장 경솔했던 것은 그가 내뱉은 무분별한 말로 “죽은 적의 냄새는 달콤하다”는 말은 수많은 사람의 적개심을 샀다. 그 해 5월에는 자신의 게르마니아군을 근위대로 승격시키고 기존의 수도의 근위대는 해체시켰다. 그 해 7월 1일에 비텔리우스에 대항해 티투스 플라비우스 베스파시아누스가 반기의 기치를 들고 일어서게 된다. 비텔리우스는 7월 18일 휘하 병력과 함께 로마에 입성하였다. 입성한 비텔리우스는 부하들의 전횡 방치, 연이은 환락생활, 무분별한 군단관리 등 그야말로 정치에 관해서는 무능의 극치를 보여준다. 그해 10월에는 분노가 극에 달해 있던 도나우 군단이 베스파시아누스를 지지하며 카이키나가 이끄는 라인군단과 충돌, 승리하고 자신들을 모욕하였던 크레모나의 주민을 무참히 학살한 뒤 로마로 쇄도하기 시작한다.
그 해 12월 20일, 도나우 군단에 맞서 군사를 보내나 보낸 군사들이 쉽게 도나우 군단에 항복을 하게 되어 위기를 맞게 된다. 이에 겁을 먹은 비텔리우스는 퇴위할 것을 간청하나 시민들에게 거부 당하고 숨어 지내다 도나우군단에게 끌려나와 처형되고 만다.그의 나이 54세였다.

### 베스파시아누스
베스파시아누스는 유대독립전쟁이 걷잡을 수 없이 커지면서 이를 평정할 지휘관으로서 새로이 임명을 받고 유대땅으로 파견되는데 지략과 용맹성으로 갈릴래아 지역을 점령하게 되고 요셉이라는 유다인 지도자를 포로로 잡게 된다. 네로의 급서로 말미암아 큰 혼란이 야기되자 이를 수습할 적임자로 베스파시아누스가 로마인에게 선택되면서 비텔리우스를 물리치고 로마에 입성하게 된다.
베스파시아누스는 내전 상태의 로마를 평정하고 국가의 질서를 회복시키면서 무능한 군인 출신 세 황제의 뒤를 이어 새로 로마 황제의 자리에 오른다. 최초의 평민 출신 로마 황제이며 그 아들 티투스가 뒤를 이어 황제가 되는 플라비우스 황조를 이루게 되었다.

## 같이 보기
- 다섯 황제의 해
- 여섯 황제의 해
- 타키투스
- 타키투스의 역사